# Gaia-hypothese

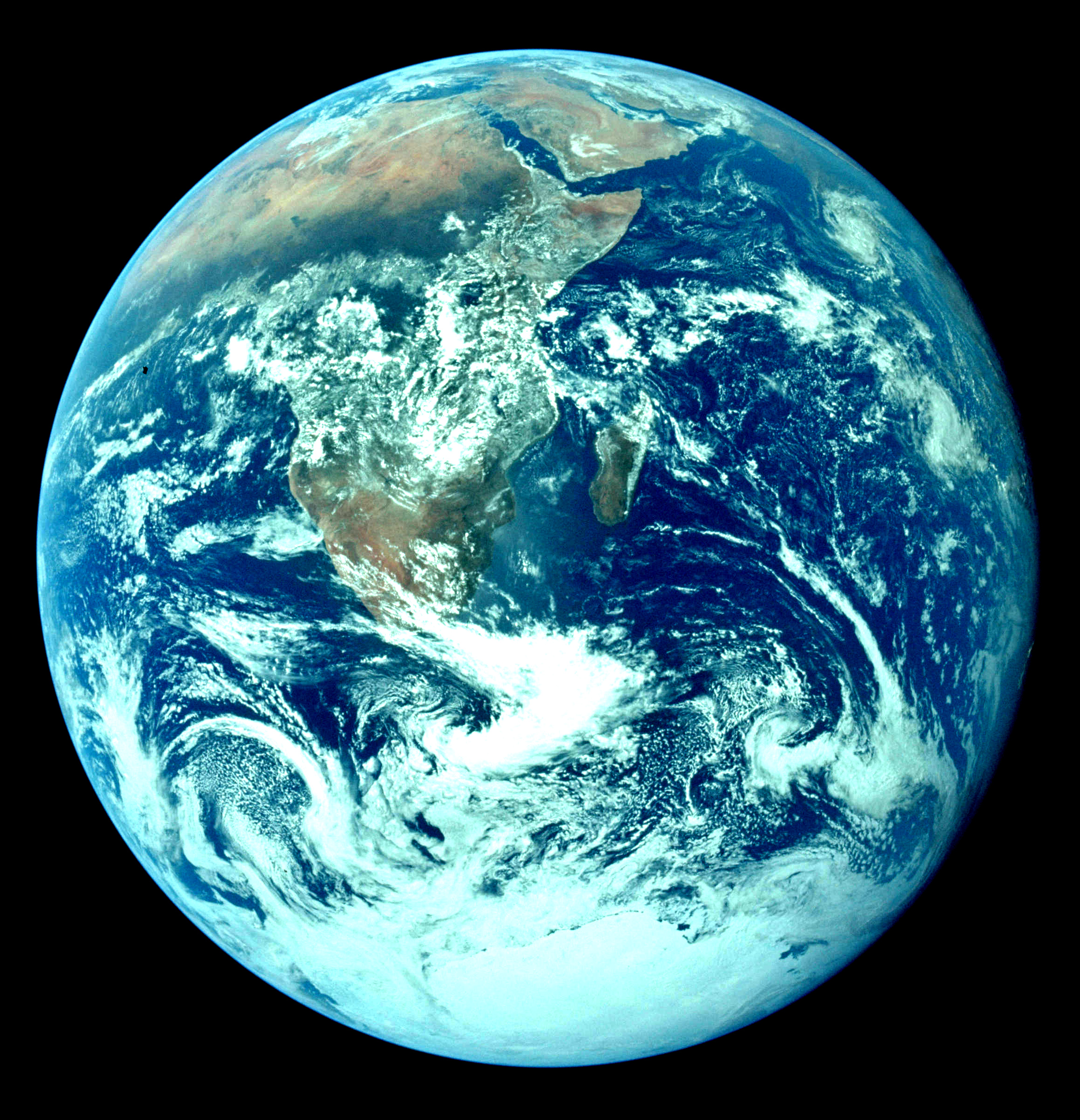
De aarde

De Gaia-hypothese is een wetenschappelijke hypothese die stelt dat de biosfeer op een zodanige manier op de niet-levende omgeving inwerkt, dat er een zelfregulerend complex systeem ontstaat en er gunstige omstandigheden voor het leven op aarde blijven ontstaan. 
De hypothese werd in 1969 door de wetenschapper James Lovelock geformuleerd. Hij beschreef alle levende materie op aarde als één organisme en noemde dit naar de Griekse godin van de aarde, Gaia. De Amerikaanse microbioloog Lynn Margulis was de mede-ontwikkelaar van de hypothese.
The Gaia-hypothese ontving veel kritiek omdat zij teleologisch zou zijn, tegen de principes van natuurlijke selectie in zou gaan en er geen bewijs voor zou bestaan.
Een van de hulpmiddelen om deze kritiek te beantwoorden en te weerleggen, was het numeriek model Madeliefjeswereld (Daisyworld), waarin negatieve terugkoppeling ervoor zorgt dat de temperatuur van die wereld stabiel blijft.
Er zijn aanwijzingen dat er inderdaad zulke systemen voorkomen: het fytoplankton, zoals de eencellige alg Emiliania huxleyi, zorgt voor algenbloei in de oceaan die met satellietfoto's waargenomen kan worden. Deze algenbloei beïnvloedt wolkenvorming: er ontstaan gassen (dimethylsulfide) die in de atmosfeer omgezet worden tot zuren die condensatiekernen vormen. Daardoor ontstaan er kleinere waterdruppels in de wolken, waardoor de wolken witter worden en meer zonlicht weerkaatsen. De algenbloei veroorzaakt zo indirect afkoeling van de planeet; het is dus een negatief terugkoppelingseffect. Dit voorbeeld maakt onderdeel uit van een door Lovelock en co-auteurs geopperde hypothese, de CLAW-hypothese, genoemd naar de auteurs van het artikel, dat precies dit negatiefterugkoppelingseffect beschrijft.